# Операция «Демон»
Операция «Демон» (англ. Operation Demon) — операция по эвакуации британских войск с территории континентальной Греции, проведённая британским флотом в ходе Греческой кампании Второй мировой войны в период 24 апреля — 1 мая 1941 года. Войска выводились на остров Крит и далее в Северную Африку. Операция оказалась в целом успешной.

## Подготовка операции
К середине апреля союзникам стало понятно, что Югославия находится на грани краха, а военная ситуация в Греции быстро ухудшается. 13 апреля адмирал Каннингем получил от военно-морского атташе в Афинах контр-адмирала Тёрла (Turle) первый намёк на неизбежность вывода британских войск, и на следующий день греческий верховный главнокомандующий сам предложил генералу Уилсону «избавить Грецию от разорения». 15 апреля Уэйвелл, Лонгмор и Каннингем на совещании, проведённом на борту линкора Warspite в Александрии, решили, что вывод войск из Греции стал единственно возможным выходом. Британское правительство согласилось на это 17 апреля, при условии одобрения решения правительством Греции. Четыре дня спустя греческий король выразил своё полное согласие.
Британские морские силы уже были в готовности. Ещё 24 марта Первый морской лорд в личном послании Каннингему сообщил, что австралийское и новозеландское правительства, давая согласие на использование своих сил в Греции, просили, чтобы в случае необходимости вывода войск были бы заранее подготовлены соответствующие меры. Каннингем подтвердил, что он предусмотрел такую возможность, «чтобы мы могли успокоить австралийское и новозеландское правительства». Он ответил, что поскольку решение переправляться в Грецию было принято, проблема обратного вывода войск занимала много времени в его мыслях. «Когда решение об отправке войск [в Грецию] было окончательно принято», вспоминал Каннингем в последующие годы, — «мы начали сразу думать о том, каким образом сможем вывести их». Решение проблемы зависело от складывающейся военной ситуации, количества выводимых войск, района вывода, а также типов судов, которые могли быть задействованы. Он предположил, что простейшей формой подготовки станет задержка большого количества судов в Средиземном море, но отметил, что это было бы недальновидной политикой с учётом складывавшейся ситуации, и пришёл к выводу, что он может гарантировать лишь то, что всё возможное будет сделано для вывода войск Великобритании и её Доминионов.
Сбор необходимых военно-морских сил для операции по эвакуации войск, получившей название «Demon», оголил западные пустынные силы и ослабил линейный флот, лишив его эсминцев. Как следствие, операция проводилась без прикрытия линейным флотом для возможного противодействия итальянскому надводному флоту. Военно-морские силы, использовавшиеся в операции, включали шесть крейсеров, двадцать эсминцев, четыре эскортных корабля, два десантных судна типа «Glen», а также ряд лихтеров, в том числе шесть лихтеров типа «А». Восемь войсковых транспортов приняли участие в эвакуации войск с пляжей, девятый был потерян на пути к месту назначения, ещё пять транспортов использовались в войсковых конвоях, следующих с Крита в Египет: City of London (8956 брт), Comliebank (5149 брт), Corinthia (3701 брт), Costa Rica (8672 брт), Delane (6054 брт), Dilwara (11 080 брт), Ionia (1936 брт), Itria (6845 брт), Khedive Ismail (7290 брт), Pennland (16 082 брт), Salween (7063 брт), Slamat (11 636 брт), Thurland Castle (6372 брт), Ulster Prince (3791 брт). Организация военно-морских сил в Греции была возложена на контр-адмирала Г. Т. Бейли-Громана, бывшего командир Ramillies, а теперь Flag Officer атташе на Ближнем Востоке. Контр-адмирал Кресвелл (G. H. Creswell), командующий Александрийской базой, был ответственным за предоставление войсковых транспортов, формирование конвоев следующих на север, и их направление по необходимости, в Эгейское море. Флотом, участвующим в операции, руководил Придхэм-Уиппелл.
Бейли-Громан прибыл в Афины 17 апреля, и нашёл ситуацию запутанной. Пирей, единственный порт с причалами для больших судов, за исключением Каламаты в Морее, был разрушен при взрыве боеприпасов, перевозимых на судне Clan Fraser (7529 брт), которое было поражено авиабомбами в ходе немецкого воздушного налета в ночь с 6 на 7 апреля. Мощнейший взрыв уничтожил двенадцать судов, привел в негодность семь из двенадцати причалов и вывел портовые сооружения из строя. Около двадцати торговых судов были разбросаны по соседним бухтам в ожидании угля и воды. Немецкое превосходство в воздухе проявило себя в массированных атаках на суда, и в ходе их 21 и 22 апреля в греческих водах было потоплено двадцать три судна. Стало ясно, что эвакуация предстоит в основном с пляжей, в связи с чем была проведена рекогносцировка подходящих мест, и приняты меры по найму и комплектованию каиков и других местных судов для переправы с их помощью войск на транспортные суда.
18 апреля Бейли-Громан узнал, что генерал Папагос сообщил Уилсону, что он «хотел бы, чтобы британские войска были выведены как можно скорее». Тогда ещё казалось, что самой ранней датой начала эвакуации будет 28 апреля, но 21 апреля в Афинах стало известно, что немцы достигли накануне вечером Янины и греческая армия в Эпире капитулировала. Это поставило под угрозу всю британскую эвакуацию. На совещании вечером 21 апреля между Уилсоном, Бейли-Громаном и командиром корпуса ANZAC генералом Бламеем, было решено, что эвакуация должна начаться в ближайшие сроки, «которыми, вероятно, будет ночь с 24 на 25 апреля».

## Начало операции
В Александрии подготовка Кресвелла была ограничена в масштабах на ранних стадиях. Одно судно типа «Glen» было задействовано в диверсионных рейдах на Бардию, и командующий гарнизоном Тобрука, который не мог знать о важном значении операции «Demon», выразил протест по поводу вывода из его порта пяти лихтеров типа «A», однако по требованию Генерального штаба сил Ближнего Востока был вынужден подчиниться. 21 апреля, в день Межведомственного совещания в Каире, на котором решили, что вывод войск должен начаться 28 апреля, последний конвой в рамках операции «Lustre» — «AN.29», отплыл из Александрии в сопровождении шлюпа Grimsby и австралийских эсминцев Vendetta и Waterhen. На следующий день Кресвелл отправил первый конвой в рамках операции «Demon» — «AG.13», в составе трех судов типа «Glen»: Glenearn, Glengyle и Glenroy и транспорта Ulster Prince в сопровождении крейсеров Calcutta и Phoebe и эсминцев Stuart и Voyager. Однако Glenroy при выходе из Александрии сел на мель, и не принимал дальнейшего участия в операции. Спустя три часа после отплытия конвоя Кресвелл узнал, что эвакуация может начаться не 28-го, а 24 апреля, что и было подтверждено в 19 часов 22 апреля. Ещё один конвой — «ANF.29», в составе Delane, Pennland и Thurland Castle в сопровождении крейсера Coventry и эсминцев Wryneck, Diamond и Griffin, отплыл 23 апреля. На следующий день отплыли ещё два конвоя: «AG.14» в составе Costa Rica, City of London, Dilwara, Salween, Slamat и Khedive Ismail, в сопровождении крейсера Carlisle и эсминцев Kandahar и Kingston; и «AG.15», который включал Ionia, Corinthia, Itria, и Comliebank, в сопровождении эсминцев Kimberley и Vampire и шлюпа Auckland. В 7:15 утра 24 апреля из Александрии также вышел Придхэм-Уиппелл на крейсере Orion, вместе с эсминцами Decoy, Hasty, Havock и Defender.
Оригинальные наброски плана Бейли-Громана (от 20 апреля) предусматривали эвакуацию более 56 тысяч военнослужащих в течение пяти дней, начиная с 28 апреля. План предусматривал использование судов типа «Glen» и некоторых из войсковых транспортов в качестве паромов между пунктами эвакуации и Критом, а остальные должны были переправлять войска с мест эвакуации непосредственно в Египет. Предполагалось использовать двадцать один пункт эвакуации войск. Перенос даты операции привел к большему использованию Крита в качестве перевалочного пункта, и снижению количества пунктов эвакуации до восьми пляжей: Рафина и Порто-Рафти к востоку от Афин, Мегары к западу от Афин; Милои, Навплион и Толос в устье залива Навплион; Монемвасия на юго-востоке, и Каламата на юго-западе Мореи. Погрузка должна была совершаться в безлунный период, но в ожидании авиационных атак Бейли-Громан постановил, что суда должны достигать точек своих погрузок спустя час после наступления темноты, и покидать их за 3 часа до наступления рассвета следующего дня. Кроме того, он уточнил число погрузок, а также даты и место погрузок. Движение судов предстояло контролировать Придхэм-Уиппеллу, который имел большее представление о ситуации на море, не хватавшего Бейли-Громану.

### Ночь с 24 на 25 апреля, Порто-Рафти и Навплион
Конвой «AG.13» достиг бухты Суда в 1 час ночи 24 апреля. Phoebe, пришедший сюда самостоятельно несколькими часами ранее, присоединился к крейсеру Perth, патрулировавшему в канале Китера. В 10:20 утра 24 апреля конвой с усилившими его эскорт корветами Hyacinth и Salvia, покинул бухту Суда для первой погрузки войск в Порто-Рафти и Навплионе. Переход на север протекал без осложнений, и в 17 часов вечера корабли разошлись: Calcutta, Glengyle, и Salvia ушли в Порто-Рафти, а Glenearn и Ulster Prince вместе со Stuart, Voyager и Hyacinth отправились в Навплион. Perth и Phoebe были направлены для оказания помощи погрузкам в Порто-Рафти и Навплионе соответственно. Perth достиг Порто-Рафти к полуночи 24 апреля и обнаружил погрузку в самом разгаре. Все шло по плану. Погода была хорошая, и операция была проведена в темноте, не оставляя шансов встретить рассвет в порту. Запланировано было взять 4000 военнослужащих, но в общей сложности смогли принять и переправить в лихтерах типа «А», лихтерах типа «D» и шлюпках, на Calcutta и Glengyle 5750 человек. В 4 часа утра пляж опустел и корабли отплыли.
Гораздо меньше повезло группе, следующей в Навплион. Вскоре после разъединения конвоя и присоединения пришедшего к группе с юга крейсера Phoebe, отряд был атакован двумя немецкими пикирующими бомбардировщиками. Первый атаковал четырьмя бомбами Glenearn, упавшими вблизи кормы. Второй, хотя и заходил на Stuart и Voyager, попал прямым попаданием в бак Glenearn, и уничтожил якорные цепи и якоря. Начался пожар, который заставил судно остановиться, пока огонь не был взят под контроль. Ulster Prince в сопровождении Voyager и Hyacinth был направлен вперед и соблюдая в темноте предосторожности, эта часть отряда в 21:15 достигла Навплиона. Hyacinth вошёл в гавань и принял 113 военнослужащих. Ulster Prince при входе в гавань сел на мель, снялся с неё своими силами, но снова сел, пытаясь войти в гавань вместе с кораблями. На этот раз он сел жестко и капитально. В 21:45 прибыли Phoebe, Glenearn и Stuart, которые вместе с вышедшим из гавани Voyager приступили к погрузке войск лихтерами типа «A», каиками и катерами, в то время как в гавани Hyacinth тщетно пытался буксировкой снять с мели Ulster Prince. Предназначавшиеся дня погрузки на последний войска, были доставлены на Phoebe. Voyager принял 301 человека, из которых 160 являлись австралийскими, новозеландскими и британскими сестрами милосердия, одну из которых чуть не потеряли во время пересадки. В волнующемся море каик качнулся и она, потеряв опору, упала между двумя судами. Матрос Уэбб с Voyager сразу прыгнул в воду и поддерживал её на плаву, пока обоих не вытащили и они не оказались в безопасности. Незадолго до 4 утра погрузка была завершена, и корабли, за исключением Ulster Prince, отплыли. В 8 утра они объединились с группой из Порто-Рафти, после чего объединённый конвой взял курс на бухту Суда. Ulster Prince остался на мели у Навплиона, позже погибнув от немецких авиационных атак. Его потеря стала не только потерей ценного транспортера войск, но и физическим препятствием, которое позже замедлило погрузку в Навплионе.
Всего за ночь корабли, согласно отчету Придхэм-Уиппелла, осуществили вывоз в общей сложности 12 435 человек. В полдень 25 апреля они подверглись безуспешной атаке пикирующих бомбардировщиков, и во второй половине дня достигли бухты Суда.

### Действия днем 25 апреля
Для Придхэм-Уиппелла, находившегося днем в Эгейском море и со своим соединением направлявшимся в бухту Суда, военная ситуация в Греции была неясна. Программа эвакуации Бейли-Громана, озвученная ему днем ранее, состояла в следующем: ночью с 25 на 26 апреля забрать 5000 человек из Мегары; ночью с 26 на 27 апреля 27 000 человек из неопределенных пунктов; ночь с 27 на 28 апреля проходила без погрузок; ночью с 28 на 29 апреля 4000 человек из Гитиона (Githion) и Монемвасии и ночью с 29 на 30 апреля 4000 человек из Каламаты, Гитиона и Монемвасии. Позиции конвоев днем были: «AN.29» в бухте Суда, куда он прибыл 24 апреля и подвергся тяжелой атаке пикирующих бомбардировщиков на гавань, в которой одно греческое судно было потоплено; «ANF.29» находился в Эгейском море, направляясь в Мегары (за исключением Delane и Diamond, откомандированных в бухту Суда) для погрузки там, «AG.14» находился в проливе Касо, направляясь в бухту Суда и подвергаясь авиационным атакам; «AG.15» был в Средиземном море, торопясь в пролив Касо. Танкер Brambleleaf (5917 брт), в сопровождении эсминцев Isis, Hero, Hotspur и Hereward, был в проливе Касо, направляясь в бухту Суда, где не осталось топлива. Он должен был остаться там в качестве заправщика.
Во второй половине дня Придхэм-Уиппелл выделил из своего сопровождения эсминцы Decoy, Hasty и Havock и направил их в Навплион, для выяснения там ситуации, а также приказал австралийским эсминцам Waterhen и Vendetta отделиться от конвоя «AN.29» для оказания помощи в погрузке в Мегары. Сам он достиг бухты Суда в 18 часов. Тем временем Voyager, высадив перевозимые войска и медсестер, покинул гавань, сопровождая конвой в Александрию. Он не принимал дальнейшего участия в перевозках войск.
Waterhen и Vendetta оставили бухту Суда в 14:30 25 апреля, направляясь в Мегары. Спустя примерно четыре часа они заметели Pennland из состава конвоя «ANF.29», который был поврежден в результате воздушной атаки и дрейфовал вместе с Griffin. Австралийцы сообщили, что не могут оказать никакой помощи и продолжили путь в Мегары. После этого Pennland повторно был атакован вражеской авиацией и поврежден, затонув этим же вечером. Griffin, с выжившими с транспорта на борту, вернулся в бухту Суда. Придхэм-Уиппелл вслед за этим перенацелил Decoy, Hasty и Havock из Навплиона в Мегары, чтобы забрать там войска, которые предполагалось вывезти на Pennland'е.

### Ночь с 25 на 26 апреля, Мегары
Ночь выдалась тихая, темная и ясная. Австралийские эсминцы достигли Мегары в 22 часа и присоединились в центре пляжа к Thurland Castle, Coventry и Wryneck, из состава конвоя «ANF.29», где шла погрузка лихтерами типа «A» и другими десантными судами, семью каиками, и лодками в качестве челночных судов. Vendetta приняла 100 военнослужащих в свои вельбот и шлюпку. Затем австралийцам было приказано вместе с Decoy, Hasty и Wryneck следовать к пирсу на восточном конце пляжа, с которого они, при помощи лодок, начали принимать людей. Примерно в 3:45 утра 26 апреля главные силы, участвующие в погрузке, отплыли. Экипажи лодок сообщили, что пляж опустел в 4 часа утра, после чего Vendetta пошла на соединение с Waterhen, ожидавшим её вне гавани. Именно тогда появился большой каик и Vendetta сняла с него около 30 военнослужащих, узнав от рулевого каика о том, что около 250 раненых остались на пляже из-за севшего на мель лихтера типа «А». Coventry ещё находился на дистанции визуальной сигнализации и лейтенант-командор Родес (Rhoades) с Vendetta запросил разрешения остаться и забрать раненых. Это ему не было разрешено сделать, и в 4:15 корабли вышли, чтобы присоединиться к основной части конвоя на входе в залив Афин.
Vendetta взяла 350 солдат и офицеров, в основном австралийцев, Waterhen в общей сложности 70 человек. Шестьдесят человек, из числа взятых на борт Vendetta, были ранены, в основном осколками. Во время перехода конвоя в бухту Суда он подвергся трем мощным, но бесплодным атакам пикирующих бомбардировщиков. Те добились нескольких близких разрывов бомб, но самих попаданий не было, благодаря отличной стрельбе сопровождающего конвой Coventry. Бухты Суда конвой достиг без происшествий в 18 часов 26 апреля.
Диспозиция флота в ночь с 25 на 26 апреля, кроме погрузки в Мегарах, была такова: Brambleleaf и сопровождающие его эсминцы достигли бухты Суда в 3 часа ночи 26 апреля; конвой «AG.14» находился в Эгейском море к северу от Крита, готовый к погрузке в ночь с 26 на 27 апреля; конвой «AG.15» прошёл ночью через пролив Касо и достиг бухты Суда в начале дня 26 апреля, за исключением Vampire’а, отозванного утром для оказания помощи пароходу Scottish Prince (4917 брт), разбомблённого и брошенного в сорока милях к востоку-северо-востоку от бухты Суда. Vampire достиг Scottish Prince в 17:30 26 апреля и заменил Hasty, который дрейфовал после принятия моряков с судна на борт своего корабля. Поврежденное судно имело течь, которую удалось взять под контроль. В 7:30 на помощь прибыл шлюп Grimsby. На Scottish Prince развели пары, и он, в сопровождении Grimsby и Vampire, прикрывавшими его с обоих бортов, достиг бухты Суда в 6:10 утра 27 апреля. Эсминец Nubian находился в Эгейском море, самостоятельно следуя в бухту Суда. Придхэм-Уиппелл вместе с крейсерами Orion, Perth, Phoebe и эсминцем Defender, находился в море в течение всей ночи, прикрывая действия флота.

### Действия днем 26 апреля
В первой половине дня 26 апреля, под ближним прикрытием соединения Придхэм-Уиппелла, к северу от Крита сосредотачивались корабли для действий предстоящей ночью, и формировались конвои. Бейли-Громан подготовил погрузку в Рафина, Порто-Рафти, Навплионе, Толосе и Каламате, и запросил для погрузке в Рафина и Навплионе суда типа «Glen». Оба доступных судна типа «Glen», вместе с крейсером Calcutta и эсминцами Stuart, Diamond и Griffin, покинули бухту Суда ранним утром и присоединились к Придхэм-Уиппеллу в 13:00. Nubian также достиг района сосредоточения, и вместе с Glengyle присоединился к Salween, Carlisle, Kandahar и Kingston из состава конвоя «AG.14». Два первых корабля были предназначены для погрузки в Рафина, а остальные — в Порто-Рафти. Четыре эсминца, сопровождающие Bramblelea: Isis, Hero, Hereward и Hotspur, покинули бухту Суда в 10 часов утра. Незадолго до полудня они разошлись с южным конвоем из Мегары, во время сильного удара по тому с воздуха, и вышли в район сосредоточения конвоев вскоре после полудня. Isis и Hotspur присоединились к конвою Навплион — Толос, состоящему из Glenearn, Calcutta, Griffin и Diamond, с Slamat и Khedive Ismail из состава «AG.14». Hero и Hereward вошли в группу, следующую в Каламату и состоящую из Dilwara, City of London и Costa Rica из состава конвоя «AG.14» и Phoebe и Defender из состава соединения Придхэм-Уиппелла. В начале второй половины дня конвои отплыли по соответствующим направлениям.
Они достигли своих мест назначений без происшествий, за исключением группы Навплион — Толос. В 16:40 восемь немецких пикирующих бомбардировщиков безуспешно атаковали этот конвой, но в последующей атаке, спустя два часа, Glenearn получил попадание и был поврежден. Griffin остался с ним, и в конечном итоге отбуксировал его в залив Кисамос, к западу от мыса Спада. Впоследствии, оттуда в Александрию его отбуксировал шлюп Grimsby. Десантные средства Glenearn’а были отправлены в Монемвасию. Узнав, что он выбыл из операции, Придхэм-Уиппелл взяв Orion, Perth и Stuart направился в Навплион, чтобы заменить ими поврежденный транспорт, погрузив на них войска.

### Ночь с 26 на 27 апреля, Навплион, Толос
Calcutta, Diamond, Isis и Hotspur, с Slamat и Khedive Ismail достигли Навплиона вскоре после 20 часов и начали погрузку, используя каики и судовые шлюпки в качестве переправочных средств. Погода ухудшилась, умеренный порывистый ветер дул с моря прямо в гавань, в которую эсминцы не смогли войти из-за обломков Ulster Prince. В сочетании с отсутствием десантного корабля Glenearn, это сделало переправу в маленьких лодках медленной и опасной, и в результате войска не смогли погрузить на Khedive Ismail. На берегу войска были построены в три эшелона на набережной.
Orion и Perth достигли Навплиона в 23:30, Stuart отделился от них и прибыл в Толос четвертью часа ранее. Оба крейсера встали на якорь вблизи от берега и, спустив свои шлюпки, приступили к погрузке. В Толосе Stuart встретил двигающиеся от берега загруженные лихтеры типа «А». Он принял с них 600 военнослужащих, а его командир Уоллер (Waller) послал по радио запрос Придхэм-Уиппеллу с просьбой крейсерам забрать большое количество войск, все ещё остававшихся на берегу. Затем он отправил лихтеры типа «А» к берегу для погрузки новой партии войск в ожидании прибытия Perth’а (отправлен Придхэм-Уиппеллом от Навплиона незадолго до 1 часа ночи 27 апреля), в то время как сам Stuart пошел к Навплиону и передал свои войска на Orion, после чего снова вернулся в Толос. Благодаря предусмотрительности Уоллера в этой операции, было эвакуировано гораздо большее количество людей, что в противном случае оказалось бы невозможно. Perth прибыл в Толос в 1:40 ночи и принял 300 человек с лихтеров типа «А», которые затем снова вернулись для дальнейшей погрузки. Тем временем Stuart вернулся и встал на якорь рядом с Perth’ом, и начал собственную погрузку, используя свои собственные шлюпки и шлюпки крейсера. В итоге два австралийских корабля приняли 1020 человек — 911 Perth и 109 Stuart. Кроме того, как отмечалось выше, Stuart переправил 600 человек из Толоса к Навплиону, на Orion.
Войсковой конвой вышел из Навплиона в 4:15 утра 27 апреля, задержавшись из-за Slamat’а на целый «безопасный» час, хотя тот неоднократно докладывал о готовности отплыть в 3 часа ночи. Около 1700 военнослужащих были оставлены на берегу. Perth и Stuart закончили погрузку и отплыли из Толоса в 4:30 утра. В это время капитану Perth’а Бойер-Смиту руководитель погрузки сообщил, что на берег вышла «группа людей, меньшая чем могли принять лихтеры» (на самом деле их было около 1300 человек), а также, что немецкие войска пересекли Коринфский канал и находились на расстоянии семи или восьми миль от Толоса. Бойер-Смит приказал ему грузить оставшихся людей на лихтеры типа «А» и следовать вниз к побережью Монемвасии. Это было выполнено, и лихтеры с 600 австралийцами на борту достигли Монемвасии на рассвете 28 апреля. В 7 утра Perth и Stuart присоединились к Orion’у у острова Парапола, в пятидесяти милях к юго-востоку от Навплиона, и соединение направилось к бухте Суда, куда и прибыло во второй половине дня.

#### Гибель эсминцев Wryneck и Diamond
К 7 утра медленно двигающийся войсковой конвой находился примерно в пятнадцати милях за кормой крейсеров. Isis и Hotspur были заполнены войсками, и чтобы дать им возможность быстрее достигнуть бухту Суда, Придхэм-Уиппелл приказал выйти из этой базы эсминцам Wryneck, Waterhen и Vendetta, чтобы сменить первые в составе эскорта конвоя. В 6:45 утра на большой высоте появились горизонтальные и пикирующие бомбардировщики противника, которые начали атаку на конвой, в ходе которой, в 7 часов утра, Slamat получил прямое попадание, которое заставило его пылающим остановиться. Diamond был оставлен с потерявшим ход судном, чтобы забрать с него выживших. Вскоре после этого впереди конвоя были замечены три эсминца, следующие из бухты Суда, и прибывшему Wryneck’у было приказано оказать помощь Diamond’у, который постоянно подвергался атакам пикирующих бомбардировщиков во время проведения спасательных работ. В 9:25 утра Diamond сообщил, что он принял на борт большинство из оставшихся в живых и пошёл в бухту Суда. Час спустя Wryneck запросил истребительное прикрытие. Это было последнее сообщение, полученное с обоих кораблей. Когда они не прибыли в бухту Суда, на их поиски был отправлен эсминец Griffin. В 2:30 утра 28 апреля он нашёл плот с Wryneck’а, а затем подобрал несколько выживших, от которых стало известно, что оба корабля получили прямые попадания во время воздушной атаки вскоре после 13 часов 27 апреля, и были сразу же потоплены. Таким образом 10-я австралийская флотилия Уоллера потеряла свои второй и третий корабли, при этом с большинством их экипажей. Всего выживших с них и Slamat’а, экипаж которого они спасали — один морской офицер, сорок один матрос, и восемь солдат.

### Ночь с 26 на 27 апреля, Рафина, Порто-Рафти и Каламата
Другие погрузки, в ночь с 26 на 27 апреля, прошли без происшествий. В Рафина и Порто-Рафти было погружено 8220 человек, и группа Рафина отплыла около 3 часов ночи 27 апреля, а суда из Порто-Рафти спустя несколько минут. Эти две группы объединились в 3:30 утра и продолжили движение на юг в составе конвоя.
В Каламату, Hero и Hereward послали впереди конвоя, и в гавань они прибыли в 21:25 26 апреля. Шлюпу Flamingo было приказано следовать в Каламату в течение дневного времени, чтобы осуществить предварительную договоренность с армейским командованием, но шлюп не получил сигнала. В результате, к приходу эсминцев его там не оказалось (он прибыл позже) и Биггс, командир Hero, нашёл вход в гавань неосвещенным и сильно вводящим в заблуждение в темноте. Когда он пришвартовал свой корабль рядом с набережной, на ней было практически безлюдно. Оказалось, что в порту не было получено никакой информации об эвакуации, так как телефонная система вышла из строя, а армейским радиостанциям в течение дня не удалось получить никаких сигналов. Тем не менее, в течение десяти минут прибыли около 400 офицеров и рядовых из состава RAF и около 150 армейских чинов, и на набережной появилась активность. Hero сосредоточил огни прожекторов на обоих молах порта и основании внутреннего мола, и вместе с Hereward и Defender погрузил на борт войска, доведя общее количество вывезенных за ночь до 21 400 человек со всех точек погрузки. В своем докладе Придхэм-Уиппелл выразил мнение, что некоторых из 6800 человек, можно было бы вывезти, будь сделаны предварительные договоренности в Каламате, об освещении входа в гавань и вывода войск с оборонительных позиций на набережную в готовности к посадке, где эсминцы смогли бы переправить на борт и вывезти около 3000 человек. Корабли вышли в 3:40 утра, оставив около 10 000 человек на берегу.
Во время погрузки в Рафина к соединению присоединились Decoy и Hasty, а Nubian пошёл через остров Kea, где по донесению находились 600 военнослужащих. Там он обнаружил только трех новозеландцев. Остальные ушли в Порто-Рафти на лихтерах типа «А» и были, по-видимому, в дальнейшем эвакуированы оттуда.

### Действия днем 27 апреля, гибельCosta Rica
Конвой из Каламаты вновь вошёл в Эгейское море через пролив Антикитера в начале второй половины дня 27 апреля. К этому времени бухта Суда была опасно переполнена, и Придхэм-Уиппелл решил отослать как можно больше судов как можно дальше, в Александрию. Как следствие, войсковые транспорты от пунктов погрузки ночью пошли не на Крит, а сконцентрировались севернее острова в начале дня, где был сформирован конвой «GA.14» в составе Glengyle, Salween, Khedive Ismail, Dilwara, City of London и Costa Rica. В течение утра противник нанес несколько авиационных ударов по различным конвоям, и около 15 часов, когда корабли уже сосредоточились, Costa Rica была повреждена близкими разрывами в ходе неожиданной атаки трех пикирующих бомбардировщиков. 1000-фунтовая бомба вызвала вертикальный разлом в борту судна, рядом с машинным отделением, и быстрая оценка, проведенная капитаном, показала, что судно затонет в течение часа. Defender, Hereward и Hero остались вместе с обреченным судном, сняв с него все войска и экипаж судна. Hero сообщил о потере одного человека. В 16:20 Costa Rica затонул. Три эсминца отправились к бухте Суда со спасенными. Ближе к вечеру оставшиеся четыре австралийских эсминца: Stuart, Vampire, Vendetta и Waterhen, совместно с Coventry, Calcutta и Flamingo, ушли в качестве сопровождения конвоя «GA.14» в Александрию, в которую прибыли в начале утра 29 апреля без дальнейших осложнений на переходе.

### Ночь с 27 на 28 апреля, Порто-Рафти и Рафина
Погрузки в ночь с 27 на 28 апреля были проведены в двух точках: Порто-Рафти и Рафина. На крейсере Ajax, прибывшем из Александрии, поднял флаг Придхэм-Уиппелл. В 7:30 утра 27 апреля крейсер, вместе с Kingston и Kimberley приняли на борт в Порто-Рафти 3840 человек. Одновременно эсминец Havock подошёл к побережью Рафина и взял там 800 человек. Операция прошла без происшествий, и корабли достигли бухты Суда в 10 часов утра 28 апреля.

### Ночь с 28 на 29 апреля, Монемвасия, Китера и Каламата
Ночь с 28 на 29 апреля была определена для окончательной эвакуации из Греции. Погрузки проводились в Монемвасии, Китере и Каламате. Isis и Griffin покинули бухту Суда в 18 часов 28 апреля и достигли Монемвасии в 22:30. Все было готово к посадке десантными средствами корабля Glenearn из пяти точек на дамбе, соединяющей остров Монемвасия с континентом. Эсминцы подошли и в 1 час ночи 29 апреля Isis принял 900 военнослужащих («австралийцев, новозеландцев и из состава других частей, которые все находились в отличном настроении и были полны уверенности»), после чего отплыли в бухту Суда. В этот час Ajax, Hotspur и Havoc прибыли для продолжения погрузки. По дороге на север это соединение увидело вспышку впереди, и Havoc помчался в поисках возможной подводной лодки. Он находился прямо над местом вспышки, когда на воде была замечена небольшая темная фигура, и вопль на хорошем австралийском раскрыл местоположение резиновой лодки с самолёта, с парой фигур, ютившихся внутри неё. Этим самолётом был Walrus с Perth'а, который в тот вечер повстречался с Junkers 88 и был тем сбит.
Погрузка прошла гладко, и в 3 часа ночи 29 апреля, увидев пляжи опустевшими, генерал Фрейберг — командующий всеми британскими войсками в Греции и Бейли-Громан сели на Ajax и соединение отплыло. Залив ярко освещался огнём на берегу, ставшим результатом сжигания автомобильного транспорта, что вызвало у капитана Ajax’а Маккарти некоторое беспокойство, поскольку корабли стали хорошо заметными силуэтами для вражеской подводной лодки, которая, по предположениям, находилась в непосредственной близости. Бухта Суда была достигнута без происшествий рано утром 29 апреля. Туда же, в 9 часов утра, прибыли шлюп Auckland и корветы Salvia и Hyacinth, которые проводили погрузку в заливе Капсали, Китера. Посадка была проведена с помощью десантных моторных судов с Glenroy, которые обратно в бухту Суда отбуксировал Hyacinth.
Посадка в Каламате, где по подсчетам было 7000 солдат, была провалена. Perth, Phoebe, Decoy и Hasty оставили бухту Суда в 21:30 27 апреля, чтобы провести эту операцию под командованием командира Perth‘а Бойер-Смита. Силы, названные Соединением «B», проследовали через канал Китера и в течение всей ночи с 27 на 28 апреля прикрывали конвой «GA.14». Вскоре после полуночи 27 апреля Nubian, Hero, Hereward и Defender отплыли из бухты Суда и присоединились к Бойер-Смиту в 8 часов утра 28 апреля в Средиземном море примерно в шестидесяти милях к юго-западу от острова Гавдос. Два крейсера и шесть эсминцев курсировали у Каламаты, так чтобы окончательный подход был совершен с юго-западной стороны, с приходом в порт в районе 22 часов. Между тем Придхэм-Уиппелл узнал, что в дополнение к войскам в Каламате оказалось 1500 югославских беженцев, и он послал из бухты Суда в Каламату эсминцы Kandahar, Kingston и Kimberley для оказания помощи в погрузке войск. Бойер-Смит, таким образом, теперь имел под своим командованием два крейсера и девять эсминцев.
В 19:30 28 апреля, находясь примерно в двадцати милях к югу от Каламаты, Бойер-Смит отделил от Соединения «B» Hero, чтобы тот проследовал вперед и установил связь с армейским командованием на берегу. Приближаясь к городу, с Hero заметили пожары на берегу, и в 20:45, когда эсминец находился примерно в трех милях от гавани, стало понятно из-за «изобилия трассирующих очередей», что бой в городе был в разгаре, а мигающий сигнал, полученный с мола, сообщал: «Боши в городе». Командир корабля Биггс поставил Hero на якорь вблизи пляжа, к востоку от города, и передал по радио Бойер-Смиту: «Гавань занимают немцы, британские войска на юго-востоке от города», и направил своего первого лейтенанта (лейтенант-командора Элсворта) на берег, чтобы найти командующего войсками, бригадира Паррингтона (Parrington). В 21:30 Элсворт сообщил, что пляж пригоден для погрузки, и Биггс послал ретранслирующий сигнал Бойер-Смиту: «Войска собраны на пляже к востоку от города. Вся стрельба в городе прекратилась. Рассматриваем возможность эвакуации с пляжа. Данные предоставил бригадир». Из-за неисправности радиостанции на Hero, этот сигнал не был принят до 22:11. К этому времени Бойер-Смит развернул Соединение «B», и был в двадцати милях к югу от Каламаты, развив скорость в 28 узлов.
Когда Бойер-Смит получил первый сигнал Биггса в 21:10, Соединение «B» было примерно в десяти милях от Каламаты, приближаясь к порту на 16 узлах. Трассирующий огонь и «большие взрывы» были замечены на берегу. Бойер-Смит писал, спустя четыре дня:

«Как только я увидел эти взрывы, я понял, что во время погрузки Соединение „B“ будет в чрезвычайно опасной тактической позиции в случае нападения с моря. Корабли будут вырисовываться на фоне взрывов и пожаров на берегу, будут заперты в заливе и не смогут рассредоточиться, и в ближайшем будущем не предвиделось никакого соединения прикрытия. Таранто был всего в двенадцати часов хода и по информации было очевидно, что такое нападение противника было далеко не невероятным.»

Эти факторы были рассмотрены при быстрой оценке, в сочетании с другими соображениями: погрузка на пляже имеющегося числа людей за время, бывшее в распоряжении, без десантных кораблей практически невозможна, скрытность пропала, и

«силы под моим командованием составляли значительную часть сил Средиземноморского флота, потеря которого стала бы бедствием, особенно в свете недавних потерь крейсеров».

Были рассмотрены альтернативные варианты: увести все силы; совершить погрузку всеми силами; осуществить погрузку эсминцами, без крейсеров. В итоге Бойер-Смит сделал вывод, что

«либо все должны остаться или все идут. Неохотно я решил, что количество, которое возможно было бы вывезти, не оправдывает существенного риска для важного соединения».

В 21:29, находясь всего примерно в шести милях от якорной стоянки, он изменил курс, поднял пары до полных, и увел Соединение «B» на 28-узловой скорости; приказав Hero возвращаться. Впоследствии Бойер-Смит получил ещё два радиосигнала от Биггса, передавшего, что он отправлял лодки на берег, что предыдущей ночью не было воздушных налетов, что немцы имели только легкую артиллерию, и что некоторые войска можно было погрузить на пляжах к юго-востоку от города.

«Но тогда решение уже было принято, и донесения в любом случае не могли изменить аргументы, которыми я руководствовался».

Все это время Придхэм-Уиппелл находился в бухте Суда, следя за событиями в Каламате по перехваченным сигналам, полученным в различные временные периоды, так как не все из них приходили напрямую. Было примерно 22:30, когда он узнал из первого сообщения Hero на Perth, что события развиваются не по плану, и послал на берег генералу Уилсону запрос о встрече с ним на борту Orion‘а для консультирования по вопросам военной стороны возможной дальнейшей погрузки в ночь на 29 апреля. На основе перехваченных радиосигналов с Hero на Perth Придхэм-Уиппелл сделал вывод, «что Perth и остальные силы находятся в непосредственной близости от пляжа, где производятся погрузочные мероприятия, в соответствии с докладами, полученными от Hero». В 22:50 он сигнализировал Бойер-Смиту действовать на своё усмотрение, но ничего не обещая сделать в последующую ночь и отплыть в 3 часа утра 29 апреля. Около 23:30 он получил сообщение от Бойер-Смита о том, что тот отказался от операции, и что Соединение «B», за исключением Hero, следует на юг на скорости 28 узлов. В это время он находился примерно в шестидесяти милях от Каламаты — слишком далеко для получения свежих инструкций, чтобы выполнить другие цели.
Между тем Hero, на пляже, спустил шлюпки и начал принимать войска. По информации, которую он получил от Элсворта и армейского штаб-офицера на берегу (что гавань была заминирована) Биггс заключил, что неразумно было бы входить в гавань и запросил о сосредоточении войск на пляже. Около 22 часов он получил сигнал отбоя от Бойер-Смита и «пришел к выводу, что командир имел при себе некоторую информацию, о которой я не знал, или он столкнулся с надводными силами противника». Бойер-Смит решил сблизиться с Perth’ом на дистанцию визуального сигнала и доложить обстановку, поднял свои шлюпки и отплыл в 22:50, одновременно отправляя сообщения по радио. Однако в 23:15 он перехватил сообщение Придхэм-Уиппелла от 22:50 на Perth, и положение Perth’а, его курс и скорость, переданные Придхэм-Уиппеллу. Он понял, что не сможет догнать Perth, так что «вернулся в Каламату для проведения эвакуации в одиночку, как мог». Hero снова бросил якорь у пляжа в 23:50 и возобновил погрузку вельботами.
Работа была затруднена отсутствием морского транспортного офицера на берегу, капитана Кларк-Холла (Clark-Hall), который был взят в плен немцами вместе со своим штабом. Из ряда противоречивых отчетов Биггс понял, что 28 апреля была интенсивная бомбардировка порта и в гавани было сброшено шесть мин. Около 18 часов немецкие моторизованные силы в 300 человек с двумя 60-фунтовыми орудиями вошли в город и захватили Кларк-Холла и штаб, руководящий погрузкой войск, которых они отправили на машинах в тыл. Была организована контратака, и к часу ночи 29 апреля город был очищен от врага. Биггс узнал также от бригадира Паррингтона, что тот не сможет держаться после наступления рассвета 29 апреля и подвергать своих людей бомбардировке на следующий день, но наказал ему, «держаться до тех пор, пока может, так как вероятно придет больше кораблей в ночь с 29 на 30 апреля». В 1:10 утра 29 апреля к Hero присоединились у пляжа Kandahar (старший офицер), Kingston и Kimberley. Биггс позже писал:

По крикам, окликам и ответам было ясно, что на пляжах находилось некоторое число австралийцев. Приказано было как можно больше погрузить людей на моторные лодки и вельботы и отплыть на корабль, который стоял всего в 200 метрах от пляжа. Прежде чем мы отплыли, на берег был отправлен офицер, чтобы сообщить бригадиру: «Мы вернемся!».

Четыре корабля вышли в 2:30 утра 29 апреля, после посадки в общей сложности 332 военнослужащих. Они достигли бухты Суда в 8:30 утра того же дня. Всего ночью с 28 на 29 апреля было посажено в Монемвасии: на Ajax 1050 человек; Havock 850 человек; Hotspur 800 человек; Griffin 720 человек; Isis 900 человек. В Китера: Auckland, Salvia, Hyacinth 60 солдат, 700 человек из состава RAF и 60 греческих солдат. В Каламата: Kandahar 126 человек; Hero 134 человека; Kimberley 33 человека; Kingston 39 человек. Всего 5472 человека.

### Последние рейсы в Каламату 29 и 30 апреля
Когда генерал Вильсон узнал ночью 28 апреля, что операция в Каламате была отменена, он доложил Придхэм-Уиппеллу, что большая часть войск будет вынуждена сдаться на следующее утро, и предложил, чтобы несколько эсминцев были направлены в ночь с 29 на 30 апреля, чтобы забрать любые мелкие партии, которые смогут избежать плена. По приказу Каннингема, Isis (старший офицер), Hero и Kimberley покинули бухту Суда в 17 часов 29 апреля для выполнения этой миссии. Они подобрали в общей сложности 33 солдат и офицеров в небольших изолированных партиях, и узнали, что основная часть войск сдалась в 5:30 утра 29 апреля. Первую партию в эту ночь обнаружил Isis, который принял людей с лодки, нагруженной новозеландцами, примерно в десяти милях в море. Биггс вспоминал после войны:

Три корабля шли к берегу юго-восточнее города, чтобы проверить, нет ли в море тех, кого можно подобрать. Отвечая, как правило, на крики выстрелом из винтовки в направлении крика, чтобы судить по полученным в ответ ругательствам были ли найденные своими или врагими. Одного австралийца выявили, задав ему вопрос «Что делала Матильда?».

Операцию повторили те же три корабля в ночь на 30 апреля, когда

«Несколько суденышек было принято на борт рядом с городом, но организованная партия была найдена на берегу примерно в семи милях к юго-востоку… В общей сложности около 200 [на самом деле 202] солдат и офицеров были подобраны в эту ночь. Корабли двинулись прямо в Порт-Саид — Александрия была временно перекрыта минами, выставленными с самолётов.»

Порт-Саид достигли в 16:00 2 мая. Всего 29 апреля было подобрано: Isis — 7 человек, Hero — 13 человек, Kimberley — 13 человек. 30 апреля: Isis — 62 человека, Hero — 61 человек, Kimberley — 79 человек.

### Конвой в Александрию 29 апреля
Корабли, грузившиеся в Монемвасии и Китере, стали приходить в бухту Суда к 7:30 утра 29 апреля. Войска были пересажены на транспорты, и в 11 утра Придхэм-Уиппелл вывел конвой «GA.15» в Александрию через пролив Касо. Конвой из семи судов, вместе со своим эскортом и силами прикрытия, перевозил в общей сложности 6232 военнослужащих и 4699 человек, включая итальянских военнопленных, британских моряков торгового и военного флота, рядовых и офицеров Fleet Air Arm и Royal Air Force; гражданских лиц; ходячих раненых и ухаживающих за ними сестер. Конвой состоял из: Delane, Thurland Castle, Comllebank, Corinthia, Itria, Ionia, Brambleleaf, перевозящих в итоге 9638 человек. Эскорт конвоя состоял из: Carlisle, Auckland, Kandahar, Kingston, Decoy, Defender и Hyacinth, перевозящих около 200 солдат. Силы прикрытия состояли из: Orion, Ajax, Perth, Phoebe, Hasty, Hereward и Nubian, перевозящих 1093 солдата и офицеров и моряков, в основном с потопленного тяжелого крейсера York. Соединение «B» из Каламаты присоединилось к Придхэм-Уиппеллу в 14 часов 29 апреля: оба крейсера, Hasty, Hereward и Nubian вошли в состав сил прикрытия, в то время как Decoy и Defender составили эскорт конвоя.
В ночь с 30 апреля на 1 мая Hotspur и Havock отправились из бухты Суда на остров Милос и там приняли 700 британских и палестинских солдат. Оба корабля пошли через пролив Касо в Порт-Саид.

### Выход Средиземноморского флота
Между тем, в 3 часа дня 29 апреля контр-адмирал Роулингс (командующий первой линейной эскадрой) на линкоре Barham, совместно с линкором Valiant, авианосцем Formidable, пятью австралийскими эсминцами: Stuart, Vampire, Vendetta, Voyager и Waterhen и британским Greyhound, покинул Александрию. В 6 часов утра 30 апреля, примерно в восьмидесяти милях к югу от пролива Касо, он встретил прикрытие Придхэм-Уиппелла и взял на себя ближнее сопровождение конвоя «GA.15». Perth, Phoebe и Nubian присоединились к Роулингсу (к которому в это же время присоединились также эсминцы Ilex из Александрии и Juno и Jaguar с Мальты) от Придхэм-Уиппелла, а остальная часть Соединения ушла в Александрию. Конвой «GA.15» (который безуспешно атаковали вражеские торпедные катера около четырёх часов в течение ночи в проливе Касо) был обнаружен в 7 утра, и линейная эскадра оставалась в тесном контакте с ним весь день. В 19 часов Perth и Nubian были отделены, чтобы присоединиться к эскорту, и «GA.15» пошёл в Александрию, куда и прибыл без дальнейших происшествий 1 мая. Роулингс со своим Соединением к югу от Крита оказывал удаленную поддержку Isis, Hero и Kimberley действующим у Каламаты и Havock и Hotspur в Эгейском море. В полдень 1 мая «Stuart и один самолёт начали сброс глубинных бомб, каждый, по-видимому, думая, что другой атаковал подводную лодку». 2 мая один из самолётов Formidable’а совершил вынужденную посадку в море и его экипаж был подобран Waterhen’ом. Соединение должно было вернуться в Александрию 2 мая, но не смогло этого сделать, потому что гавань была закрыта из-за минной опасности. Австралийские эсминцы были отделены и вошли в гавань в тот же вечер, но большие корабли держали в море, и после двадцати четырёх часов блужданий, «проникли в гавань в 19 часов» 3 мая.

## Итоги операции
Этим закончился вывод войск из Греции. По данным Придхэм-Уиппелла, всего было эвакуировано 50 662 человек. Но операция, проведённая в основном успешно, имела большие недостатки. Постоянно меняющаяся военная ситуация, трудности коммуникации, повреждения и потери кораблей сделали необходимыми поспешные импровизации. В темноте, загружаясь с открытых пляжей, без навигационных знаков, определяющих места постановки на якорь, а зачастую при отсутствии адекватных карт, корабли творили чудеса. Особенно это относится к торговым судам, в том числе голландским, менее натренированным, вооруженным и оборудованным навигационными приборами для таких предприятий, чем их военные спутники, но стали приравненными к ним в достижении мореходного искусства и определении их людей. Три других фактора в значительной мере способствовали успеху. Замечательная дисциплина, стойкость и терпение войск, провал попыток врага бомбить места посадки и суда ночью, и бездействие итальянского флота, который не предпринял никаких попыток вмешаться. Каннингем после войны писал:

Я чувствую, что это был эпизод, на который Королевский военно-морской флот и торговый флот могут оглянуться назад с гордостью. В качестве ремарки тем, кто был на судах, показывает, что это была гордость не только самих собой, но и тех, к кому они пришли на помощь.

Была и ещё одна эвакуация, не включенная в окончательную цифру Придхэм-Уиппелла. Это группа из четырёх офицеров и 128 других чинов AIF с острова Хиос (в Эгейском море возле турецкого побережья). Сообщение о их присутствии на Хиосе достигло британского военно-морского атташе в Анкаре (капитана O’Donnell), и ему было поручено организовать их эвакуацию. Это было достигнуто, после некоторых трудностей, на дунайском буксире Cecedena, который с экипажем из смешанных национальностей под командованием лейтенант-командора Уэллса, RNVR, отплыл из Турции в начале дня 2 мая и забрал группу в тот же день, за несколько часов до того, как остров был оккупирован немцами. Они были доставлены Cecedena в Чешме, в Турции, где с восемнадцатью австралийцами, которые достигли турецкого побережья в Dikili, они были переведены на греческую яхту Gala Mara, на которой они отправились на Кипр, достигнув Фамагусты 11 мая.